# 4020 Dominique
A 4020 Dominique (ideiglenes jelöléssel 1981 ET38) a Naprendszer kisbolygóövében található aszteroida. Schelte J. Bus fedezte fel 1981. március 1-jén.